# San Gemini
San Gemini ist eine italienische Gemeinde mit 4690 Einwohnern (Stand 31. Dezember 2023) in der Provinz Terni in der Region Umbrien.

## Geografie

Lage der Gemeinde in der Provinz Terni

Die Gemeinde erstreckt sich über rund 28 km². Sie liegt etwa 60 km südlich von Perugia und rund 10 km nordwestlich von Terni an der antiken Via Flaminia und der modernen Strada Statale 3 Via Flaminia, an der sie die Anschlussstellen San Gemini Nord sowie San Gemini Sud besitzt. Der Ort gehört zur Cittàslow, einer 1999 in Italien gegründeten Bewegung zur Entschleunigung und Erhöhung der Lebensqualität in Städten und ist Mitglied der Vereinigung I borghi più belli d’Italia (Die schönsten Orte Italiens). Der Ort wurde im Mittelalter durch die Stadttore Porta San Giovanni (Richtung Perugia) und die Porta Burgi (Richtung Rom) betreten. Durch die Erweiterung der Stadtmauer liegt die Porta Burgi mittlerweile zentral im Ortsgebiet und wurde im Süden durch die Porta Romana (1723) ersetzt, das nördliche Stadttor ist mittlerweile die Porta Tuderte. Die älteren Stadttore sind durch die Via Casventino verbunden, die Verlängerung zur Porta Romana ist die Via Roma. Dieser Teil südlich der Porta Burgi wird als Neustadt bezeichnet. Im nördlichen Gemeindegebiet entspringt der Fluss Naia.
Zu den Ortsteilen gehören Acquavogliera, Colle Pizzuto, Quadrelletto und Sangemini Fonte.
Die Nachbargemeinden sind Montecastrilli, Narni und Terni.

## Geschichte

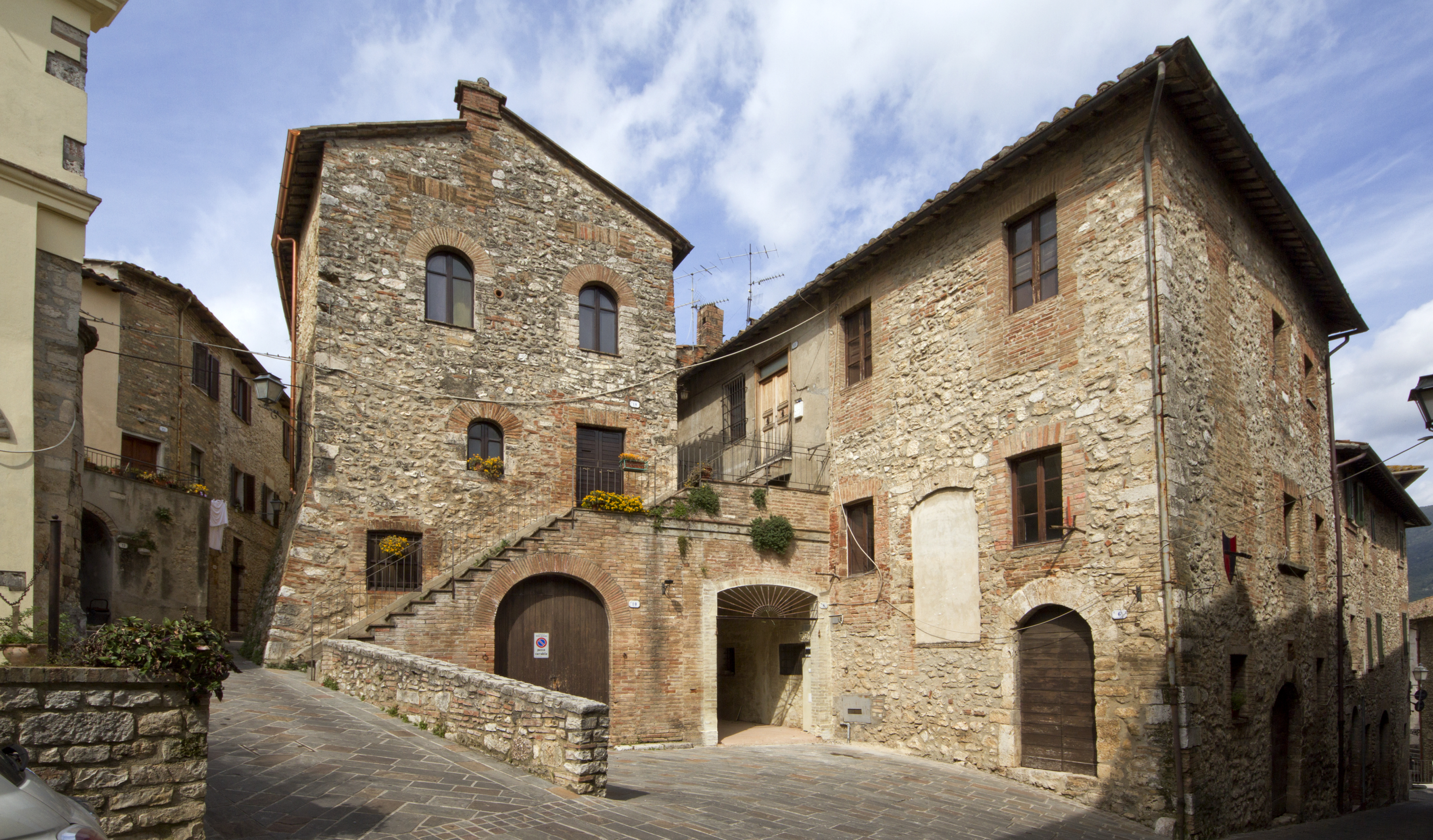
Altstadt von San Gemini

Erstmals schriftlich erwähnt wird der Ort 1036 in einem Dokument der Abtei Abbazia di San Nicolò. Seit 1119 diente der Ort als königliches Gut für Narni. Danach wurde der Ort mit Hilfe des Kirchenstaates freie Kommune, allerdings 1530 von Papst Clemens VII. an die Orsini als Lehen vergeben, die 1590 das Lehen unter Papst Urban VII. in eine Grafschaft umwandelten. 1722 verkauften sie den Ort für 13.500 Scudi an die Familie der Santacroce. 1781 erhielt die Gemeinde von Papst Pius VI. die Stadtrechte.

## Carsulae

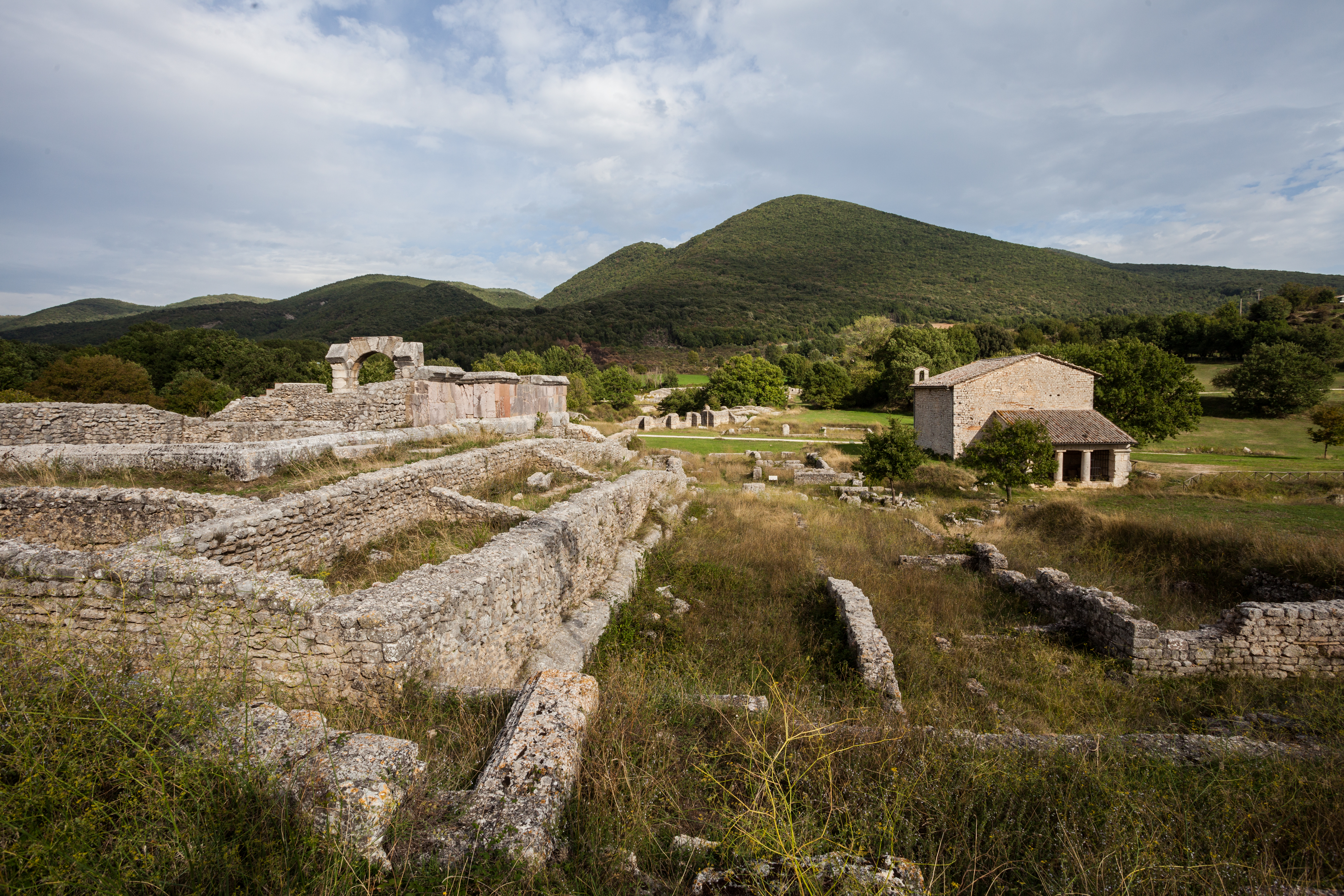
Area Archeologica von Carsulae

Carsulae ist eine ehemalige Siedlung der Römer aus dem 3. Jahrhundert v. Chr., die ca. 4 km nördlich von San Gemini im Zuge des Baus der Via Flaminia unter dem Namen Carsulis oder Carsulae angelegt wurde. Erhalten sind ein Forum mit mehreren Tempeln, ein Amphitheater, ein Theater, eine römische Forenbasilika, eine Kirche (Chiesa di San Damiano), die Thermen und ein Torbogen mit einem Friedhof davor. Erste archäologische Ausgrabungen fanden im 16. Jahrhundert statt, die intensivsten allerdings erst zwischen 1951 und 1972. Die Ruinen sind gut erhalten, da die Stadt nach einem Erdbeben nicht wieder besiedelt wurde.

## Sehenswürdigkeiten

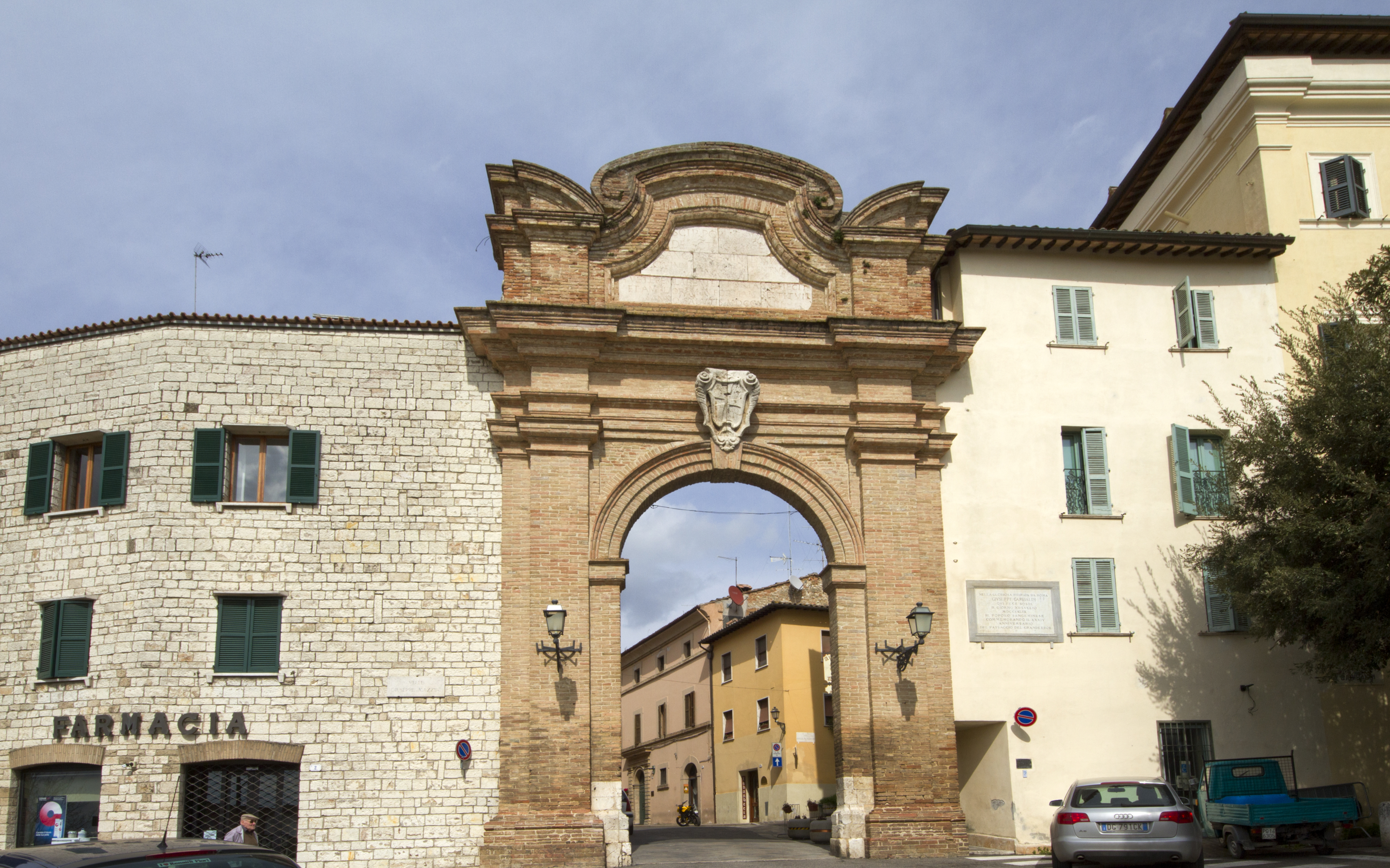
Torbogen zur Altstadt

- Abbazia di San Nicolò mit dazugehöriger und gleichnamiger Kirche, Abtei aus dem 11. Jahrhundert kurz außerhalb des historischen Stadtzentrums.
- Chiesa di San Francesco, im 13. Jahrhundert erbaute Kirche. Enthält die Werke Adorazione dei magi von Livio Agresti (* 1505 in Forlì; † 1579 in Rom) und die Terrakottafigur San Bernardino aus der Schule des Vecchietta.
- Chiesa di San Giovanni, bzw. Giovanni Battista, Kirche aus dem 12. Jahrhundert
- Chiesa di Santo Stefano, Kirche mit Mosaiken aus dem ersten Jahrhundert[5]
- Collegiata di San Gemini, spätgotische Kirche, auch Dom genannt, aus dem 14. Jahrhundert, enthält das Werk San Sebastiano curato dagli Angeli von Giovanni Baglione (Öl auf Leinwand, 196 cm × 147 cm)[6].
- Oratorio di San Carlo, früher als Santa Maria de Incertis bekannt, Oratorium, enthält Fresken aus dem 15. Jahrhundert. In der Sakristei steht das Werk San Carlo Borromeo von  Giovanni Baglione.
- Palazzo Vecchio, auch Palazzo del Capitano, Palazzo del Popolo oder Palazzo del Pretorio genannt, Rathaus aus dem 13. Jahrhundert. Enthält teilweise erhaltene Fresken aus dem 14. Jahrhundert. Der Turm Torre Esperia wurde im 18. Jahrhundert integriert.